# Angelika Kraus
Angelika Kraus (* 9. Mai 1950 in Celle) ist eine ehemalige deutsche Schwimmerin, die 1968 eine olympische Bronzemedaille mit der Lagenstaffel gewann.

## Werdegang
Angelika Kraus schwamm zuerst für den Celler SC, wechselte dann aber zu den Wasserfreunden Wuppertal. 1968 und 1969 und 1970 wurde sie Deutsche Meisterin über 100 und 200 Meter Rücken, 1971 folgte noch ein Titel über 200 Meter Rücken.
Bei den Olympischen Spielen 1968 in Mexiko-Stadt gewann die deutsche 4-mal-100-Meter-Lagenstaffel in der Besetzung Angelika Kraus, Uta Frommater, Heike Hustede und Heidemarie Reineck in 4:36,4 Minuten Bronze hinter den Staffeln aus den Vereinigten Staaten und Australien. Angelika Kraus startete auch über beide Rückenstrecken, konnte sich aber jeweils nicht für das Finale qualifizieren. 1970 stellte sie mit 2:27,1 Minuten einen neuen Europarekord auf der 200-Meter-Rückendistanz auf. Bei den Europameisterschaften in Barcelona gewann sie aber erneut nur mit der Lagenstaffel eine Medaille, die Mannschaft wurde in der gleichen Besetzung wie 1968 Dritte hinter den Staffeln aus der DDR und der Sowjetunion. 1972 konnte sich Angelika Kraus noch einmal für die Olympischen Spiele qualifizieren, sie schied aber in München auf beiden Rückenstrecken im Vorlauf aus.
Für ihre Verdienste um den Sport in Niedersachsen wurde sie in die Ehrengalerie des niedersächsischen Sports des Niedersächsischen Instituts für Sportgeschichte aufgenommen.